# Cemetery Dance Publications
Cemetery Dance Publications est une maison d'édition américaine fondée en 1989 par Richard Chizmar. Elle est spécialisée dans le genre horrifique et a son siège dans le Maryland. Elle est associée à la revue Cemetery Dance, qui a été fondée en 1988.
Cemetery Dance Publications est surtout connue pour la qualité de ses livres à couverture rigide. Ceux-ci sont généralement disponibles sous forme d'éditions limitées autographiées et autographiées à collectionner et d'éditions imprimées. Chizmar a remporté en 1999 un prix World Fantasy spécial pour son travail d'éditeur de Cemetary Dance.

## Sélections de livres édités par Cemetery Dance Publications
- Gwendy et la Boîte à boutons par Richard Chizmar et Stephen King (2017)
- La Plume magique de Gwendy par Richard Chizmar (2019)
- La Dernière Mission de Gwendy par Richard Chizmar et Stephen King (2022)